# Saint-Pierre, Bas-Rhin
Saint-Pierre je občina v departmaju Bas-Rhin francoske regije Alzacija.
Leta 1990 je v občini živelo 460 oseb oz. 143 oseb/km².